# Katghora
Katghora is een nagar panchayat (plaats) in het district Korba van de Indiase staat Chhattisgarh. 

## Demografie
Volgens de Indiase volkstelling van 2001 wonen er 18.534 mensen in Katghora, waarvan 51% mannelijk en 49% vrouwelijk is. De plaats heeft een alfabetiseringsgraad van 62%. 